# Eric Dover
Pour les articles homonymes, voir Dover.
Eric Dover est un musicien et chanteur américain né le 19 janvier 1967 à Cullman, en Alabama. Il a notamment travaillé avec Jellyfish, Slash's Snakepit et Alice Cooper. Aujourd'hui, il est à la tête de Sextus et membre de Halloween Jack. Eric Dover réside à Los Angeles, en Californie.

## Débuts
À l'âge de onze ans, Eric Dover débuta la guitare. Dès lors, il commença à jouer un peu partout autour de chez lui. Au milieu des années 1980, il se produisit sur scène avec The Extras. Le groupe se sépara et forma Love Bang en 1991. Ils signèrent chez Ardent Studio, localisé à Memphis, et consacrèrent les deux années suivantes à l'enregistrement de l'album The Rule of 72's, disponible sur iTunes depuis le 26 mars 2008.

## Jellyfish et Imperial Drag
En 1994, juste après la sortie de l'album Split Milk, Eric Dover rejoignit le groupe power pop Jellyfish lors des concerts. Après la séparation du groupe, Roger Manning Jr et Eric Dover décidèrent de fonder Doverman avec Joseph Karnes et Eric Skodis, qui plus tard deviendra Imperial Drag jusqu'en 1997, année où le groupe se sépara. Ils ne purent enregistrer qu'un seul album, Imperial Drag d'où fut extrait le titre A Boy or a Girl, mettant en avant les doutes de l'adolescence sur l'orientation sexuelle. Le groupe ne put surmonter l'avènement du grunge malgré les influences glam rock qu'il possédait et le succès de la chanson A Boy or a Girl. Roger Manning Jr et Eric Dover apparurent également dans The Brady Bunch Movie, un long métrage de Betty Thomas sorti en 1995.

## Slash's Snakepit
Eric Dover auditionna également pour assurer le chant sur le premier album solo de Slash du groupe Guns N' Roses. Il fut retenu, contribua à une grande partie des chansons et enregistra l'album It's Five O'Clock Somewhere de Slash's Snakepit sur le marché depuis 1995.

## Alice Cooper
Eric Dover apparut sur quelques albums depuis 1997 avant de rejoindre l'équipe d'Alice Cooper en 2001 sur la tournée de Brutal Planet. Il collabora avec Alice Cooper sur l'album Dragontown, en 2001 et The Eyes of Alice Cooper en 2003 en compagnie de Ryan Roxie, Chuck Garric et Eric Singer. Il quitta le groupe peu après la tournée promouvant The Eyes of Alice Cooper et fut remplacé par Damon Johnson.

## Sextus
Aujourd'hui, Eric Dover est à la tête de Sextus, un groupe de rock formé entre autres avec Joseph Karnes et Eric Skodis et dont le premier album Stranger than Fiction est sorti en 2008 chez Dramapants Records. Le second opus, Devil Angel, en cours de production, devrait voir le jour durant l'automne 2010. Il n'est pas rare qu'Eric Dover s'approprie le surnom "Sextus".

## Autres
Eric Dover est à l'origine de Moebius Fox, un projet musical, depuis 2006 orienté vers la musique électronique.
Il est également membre du groupe Halloween Jack aux côtés de Gilby Clarke (Guns N' Roses, Rockstar Supernova), Stephen Perkins (Jane's Addiction, Porno for Pyros) et Daniel Shulman (Garbage, Run-DMC) honorant les plus grands de la scène glam rock tels qu'Alice Cooper, David Bowie, Iggy and the Stooges...